# Drumettaz-Clarafond
Drumettaz-Clarafond (Savoyaards: Drumèta-Cllârafond) is een gemeente in het Franse departement Savoie (regio Auvergne-Rhône-Alpes). De plaats maakt deel uit van het arrondissement Chambéry. Drumettaz-Clarafond telde op 1 januari 2022 3.016 inwoners.

## Geografie
De oppervlakte van Drumettaz-Clarafond bedroeg op 1 januari 2022 11,38 vierkante kilometer; de bevolkingsdichtheid was toen 265 inwoners per km².

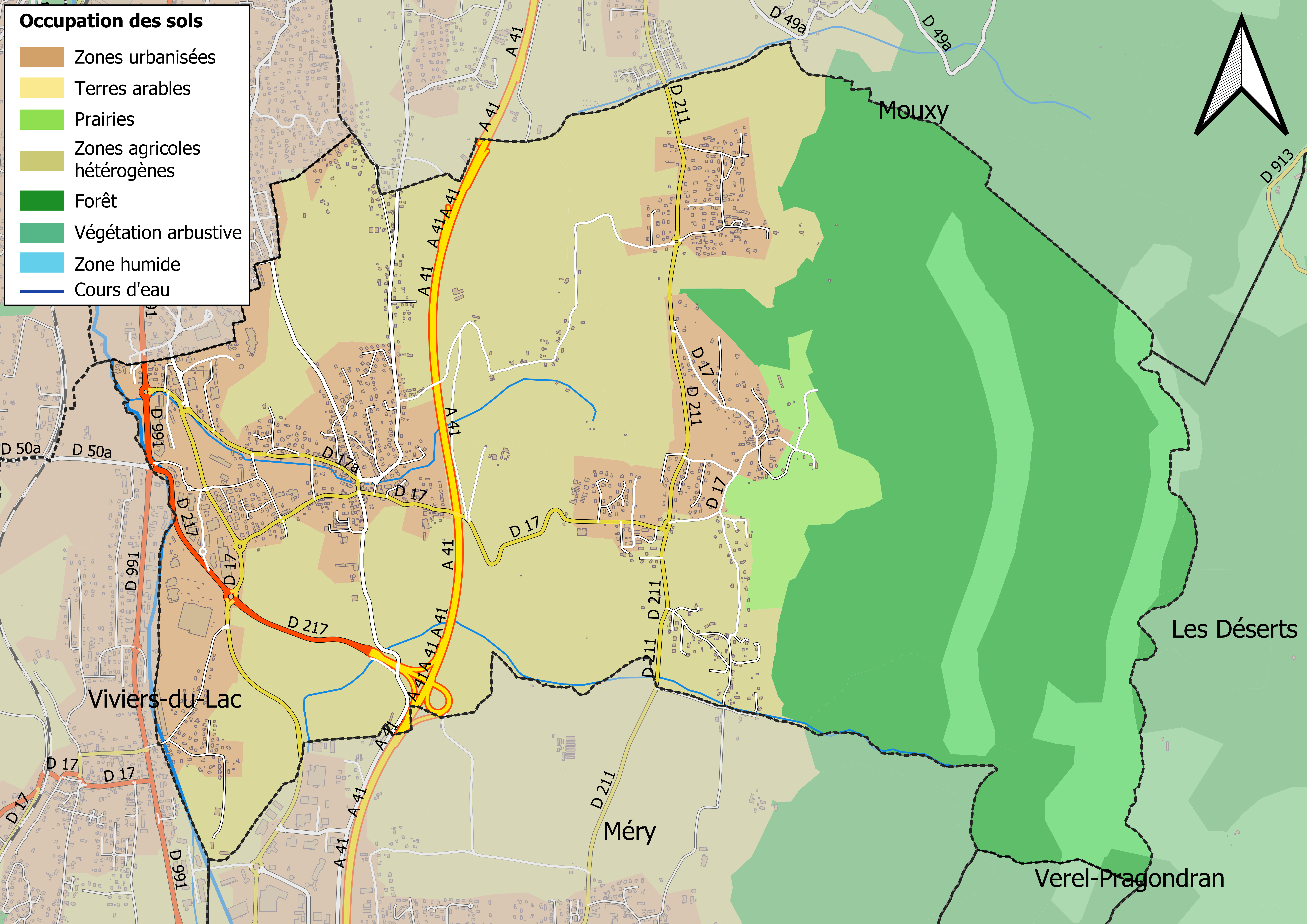
Kaart van de gemeente met de belangrijkste infrastructuur, bodemgebruik en omliggende gemeenten

## Demografie
Onderstaande figuur toont het verloop van het inwonertal (bron: INSEE-tellingen).